# Harrison Township (comté de Boone, Iowa)
Pour les articles homonymes, voir Harrison Township.
Harrison Township est un township, du comté de Boone en Iowa, aux États-Unis,.
Le township est fondé en 1871 et est baptisé en l'honneur de William Henry Harrison, 9e président des États-Unis.

### Source de la traduction
- (en) Cet article est partiellement ou en totalité issu de l’article de Wikipédia en anglais intitulé « Harrison Township, Boone County, Iowa » (voir la liste des auteurs).